# Schloss Finkenau

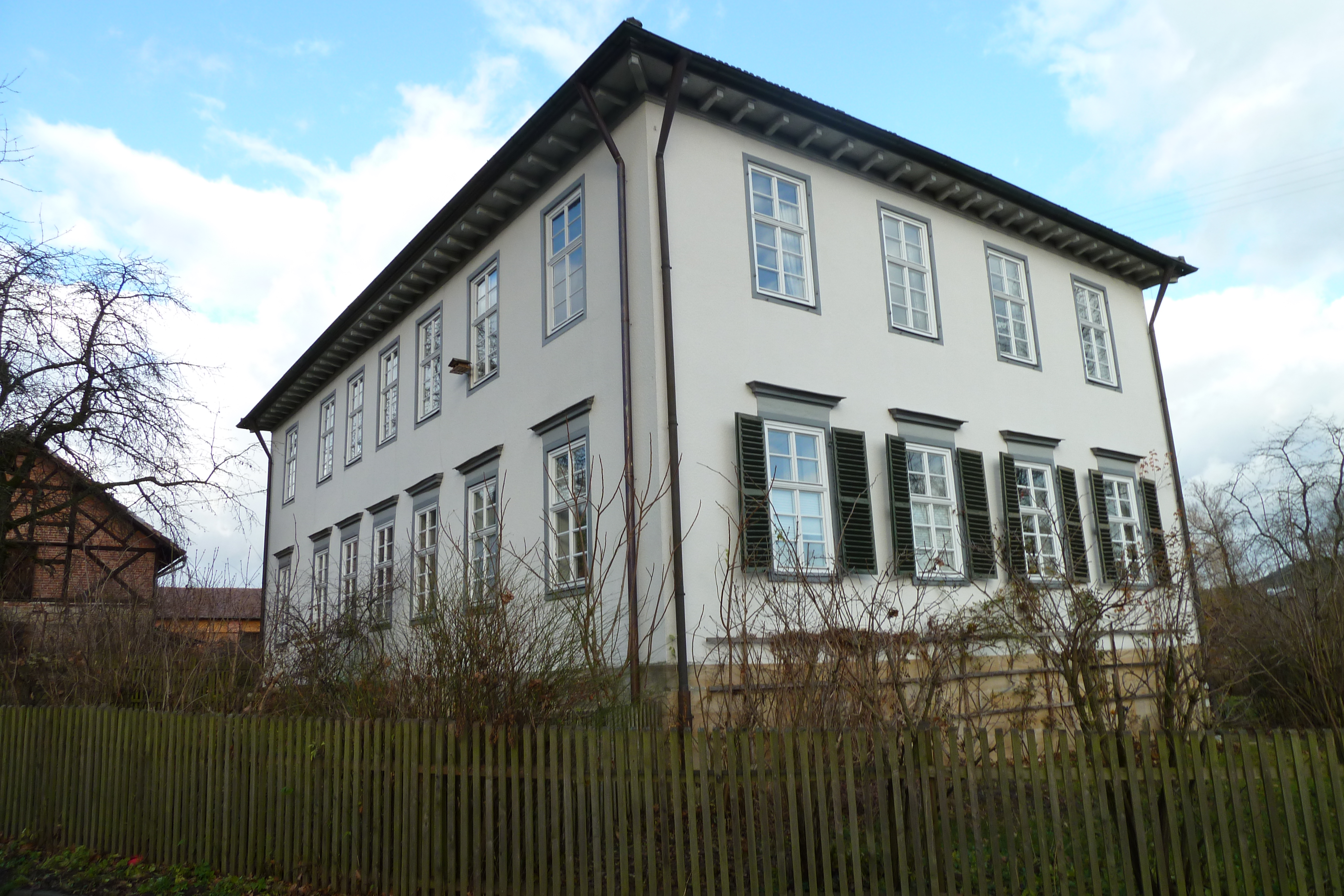
Schloss Finkenau

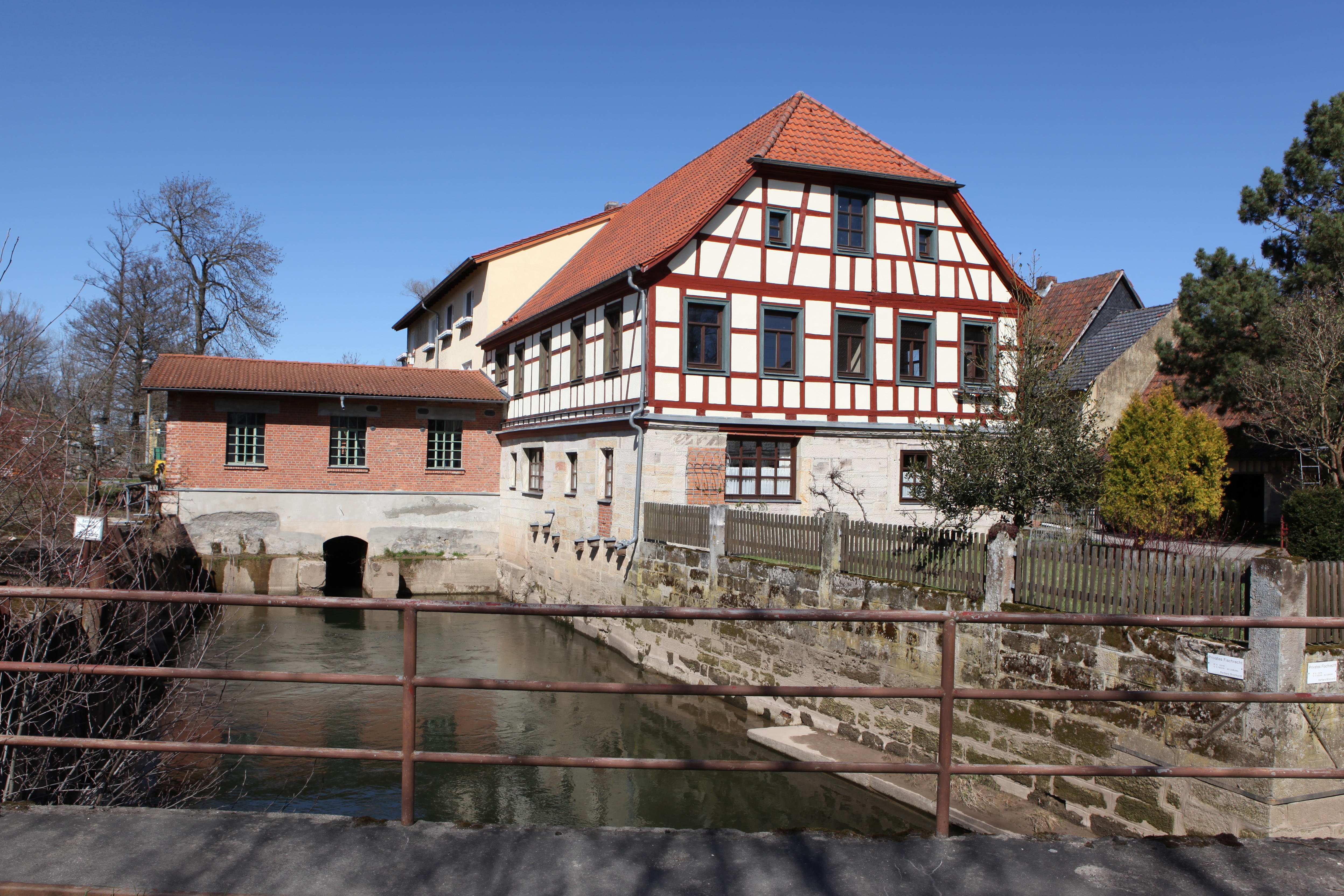
Mühle Finkenau

Das im Volksmund zuweilen so bezeichnete Schloss Finkenau wurde zunächst Ende des 15. Jahrhunderts als Rittergut angelegt und sodann 1828 als Herrenhaus neu aufgebaut. Es befindet sich im Ortsteil Finkenau der Gemeinde Ahorn bei Coburg. Zum Ensemble gehören ein Schafstall mit Schäferwohnung, eine Schafwäsche sowie ursprünglich auch die Finkenmühle.

## Geografische Lage
Schloss Finkenau liegt im Ahorner Gemeindeteil Finkenau (Creidlitzer Straße 1) im Landkreis Coburg, Regierungsbezirk Oberfranken. Zwischen Ahorn und Finkenau verläuft die Bundesstraße 303 Coburg–Schweinfurt. Durch Finkenau fließt die Itz, an deren westlichem Ufer sich das Schlossgelände befindet.

## Geschichte
Die früheste urkundliche Erwähnung der Finkenmühle datiert auf den 4. April 1418, als ein Hans Mullner die „Vinkenmul“ vom Kloster Saalfeld, dem damaligen Eigentümer, zu pachten wünschte. 1451 ging die Mühle an die Herren von Rosenau, die in den folgenden fünf Jahrzehnten die Finkenau zu einem Rittergut mit Herrenhaus ausbauten. 1507 ging die Mühle in anderen Besitz über und 1609 kam das gesamte Rittergut an die Herren von Streitberg, die unweit davon auf dem Schloss Ahorn saßen. Auch die Mühle konnten sie zurückkaufen. Drei Jahre später erklärte Herzog Johann Casimir das Rittergut zum Allod, zum freien Eigentum der Streitberger. 1634 wurden Rittergut Finkenau und Ahorn durch kaiserliche Truppen verwüstet.
Der Ritterhof Finkenau diente von Beginn an bis ins 18. Jahrhundert und dann wieder ab dem 19. Jahrhundert als Vorwerk des Ahorner Besitzes. Mitte des 18. Jahrhunderts waren die Hofräte Grüner (Coburg) und Christ (Ansbach) gemeinsam Eigentümer. Auf einem alten Plan aus dem Jahr 1791 war das Herrenhaus als „Kastrum“, also als befestigter Adelssitz, bezeichnet. Die zum Gut gehörende Sägemühle ging nach 1524 zum zweiten Mal 1798 in Flammen auf und wurde 1799 wieder aufgebaut. 1828 ließen die Eigentümer das zum Gut gehörende Pächter- und Jägerwohnhaus bis auf den Keller abtragen und auf den alten Gewölben das heutige Herrenhaus errichten. 1832 erwarb Amalie von Baumbach, Schlossherrin von Ahorn, das Anwesen.

## Baubeschreibung
Der sieben- auf vierachsige, zweigeschossige Baukörper des Herrenhauses von 1828 trägt ein Zeltdach mit geringer Neigung und Mittelkamin. Über den drei Mittelachsen der Gartenseite erhebt sich ein Zwerchhaus mit ebenfalls drei Fensterachsen. Im Obergeschoss ist ein freitragender Balkon mit feinem Geländerwerk den Mittelachsen vorgesetzt, dessen drei Fenster als Rundbogentüren gearbeitet sind. Die Fenster im Erdgeschoss sind durch Sandsteinstürze erhöht. Das Kellergeschoss des Schlosses stammt aus dem 15. Jahrhundert.
Aus dem Bestand vor 1828 ist etwas abseits vom Herrenhaus der Schafstall mit Schäferwohnung erhalten. Dahinter befindet sich eine „Schafwäsche“, ein Sandsteinbassin, in dem die Schafe vor der Schur gebadet wurden. Hinter einem neueren Wirtshaus steht das Herrenhaus, nahe der Itz ein Brückenzollhäuschen und unterhalb der Straße nach Triebsdorf der Hofbrunnen. Auf der anderen Seite der Itz erstreckt sich der lange Bau der Finkenmühle. Zum Areal gehörte ein kleiner Park und ein noch 1791 in einer Urkunde erwähnter Barockgarten, von dem nichts mehr zu sehen ist.